# Lijst van voetbalinterlands Marokko - Nederland
Deze lijst van voetbalinterlands is een overzicht van alle officiële voetbalwedstrijden tussen de nationale teams van Marokko en Nederland. De landen hebben tot op heden drie keer tegen elkaar gespeeld. De eerste keer dat beide landen elkaar troffen was op 29 juni 1994 in Orlando (Verenigde Staten) tijdens het Wereldkampioenschap voetbal 1994. Het laatste duel, een vriendschappelijke wedstrijd, werd gespeeld op 31 mei 2017 in Agadir.

## Wedstrijden
| № | № NED | Plaats  | Datum         | Competitie        | Wedstrijd           | Uitslag |
| - | ----- | ------- | ------------- | ----------------- | ------------------- | ------- |
| 1 | 508   | Orlando | 29 juni 1994  | WK 1994           | Marokko − Nederland | 1 − 2   |
| 2 | 559   | Arnhem  | 28 april 1999 | Vriendschappelijk | Nederland − Marokko | 1 − 2   |
| 3 | 780   | Agadir  | 31 mei 2017   | Vriendschappelijk | Marokko − Nederland | 1 − 2   |

## Samenvatting
| Competitie        | Totaal gespeeld | Winst Marokko | Gelijk | Winst Nederland | Doelsaldo Marokko – Nederland |
| ----------------- | --------------- | ------------- | ------ | --------------- | ----------------------------- |
| WK-eindronde      | 1               | 0             | 0      | 1               | 1 − 2                         |
| Vriendschappelijk | 2               | 1             | 0      | 1               | 3 − 3                         |
| Totaal            | 3               | 1             | 0      | 2               | 4 − 5                         |

Wedstrijden bepaald door strafschoppen worden, in lijn met de FIFA, als een gelijkspel gerekend.

## Details

### Eerste ontmoeting
| WK 1994 (Orlando, Verenigde Staten, 29 juni 1994): |              | |
| Marokko | 1 – 2        | Nederland |
| Hassan Nader 47' | goals        | 43' Dennis Bergkamp 78' Bryan Roy |
| Abdellah Ajri | bondscoach   | Dick Advocaat |
| Zakaria Alaoui Tahar El Khalej Abdelkrim El Hadrioui Smahi Triki Mohammed Samadi Rachid Neqrouz Abdelmajid Bouyboud 47' Ahmed Bahja Rachid Azzouzi 62' Arbi Hababi Hassan Nader | opstellingen | Ed de Goeij Stan Valckx Ronald Koeman Frank de Boer Wim Jonk Dennis Bergkamp Jan Wouters Aron Winter Rob Witschge 67' Marc Overmars 56' Peter van Vossen |
| Mustapha Hadji 47' Rachid Daoudi 62' | wissels      | 56' Bryan Roy 67' Gaston Taument |
| Hassan Nader 12' Tahar El Khalej 14' Abdelmajid Bouyboud 25' Arbi Hababi 28' Mohammed Samadi 41'                                                                                | gele kaarten | 75' Jan Wouters 79' Stan Valckx |

### Tweede ontmoeting
| Vriendschappelijk (Arnhem, Nederland, 28 april 1999): |              | |
| Nederland | 1 – 2        | Marokko |
| Ruud van Nistelrooij 88' | goals        | 58' Youssef Chippo 69' Salaheddine Bassir |
| Frank Rijkaard | bondscoach   | Henri Michel |
| Edwin van der Sar Kees van Wonderen Jean-Paul van Gastel Bert Konterman Marc van Hintum Dries Boussatta 66' Clarence Seedorf 80' Giovanni van Bronckhorst Marc Overmars 46' Ruud van Nistelrooij Michael Mols | opstellingen | Khalid Fouhami Lahcen Abrami Noureddine Naybet Youssef Rossi Abdelkrim El Hadrioui 90' Adil Ramzi Tahar El Khalej 77' Youssef Chippo Abdeljalil Hadda 87' Salaheddine Bassir Mustapha Hadji |
| Peter van Vossen 46' Aron Winter 66' Youri Mulder 80' | wissels      | 77' Said Chiba 87' Hicham Zerouali 90' Jamal Sellami |

### Derde ontmoeting
| Vriendschappelijk (Agadir, Marokko, 31 mei 2017): |              | |
| Marokko | 1 – 2        | Nederland |
| Mbark Boussoufa 72' | goals        | 22' Quincy Promes 68' Vincent Janssen |
| Hervé Renard | bondscoach   | Fred Grim (interim) |
| Munir Mohamedi Manuel da Costa Romain Saïss Nabil Dirar Fayçal Fajr 90' Karim El Ahmadi 64' Mbark Boussoufa Sofiane Boufal 60' Younès Belhanda 78' Aziz Bouhaddouz 46' Nordin Amrabat 84'                                               | opstellingen | Jeroen Zoet Joël Veltman Wesley Hoedt Matthijs de Ligt Nathan Aké Tonny Vilhena 73' Jens Toornstra Quincy Promes 74' Memphis Depay 73' Vincent Janssen 46' Steven Berghuis |
| Walid Azzarou 46' Mehdi Carcela-González 60' Youssef Aït Bennasser 64' Khalid Boutaïb 78' Youssef En-Nesyri 84' Yacine Bammou 90' Yassine El Kharroubi Zouhair Feddal Abdelhamid El-Kaoutari Jawad El Yamiq Yassin Ayoub Sofyan Amrabat | wissels      | 46' Marten de Roon 73' Wesley Sneijder 73' Bas Dost 74' Nick Viergever Sergio Padt Jasper Cillessen Kenny Tete Bruno Martins Indi Bart Ramselaar Davy Pröpper              |
| | gele kaarten | 83' Marten de Roon |
| | rode kaarten | 69' Matthijs de Ligt |
| - Debuut van verdediger Nathan Aké (Chelsea) voor Nederland. - Met Mbark Boussoufa, Karim El Ahmadi en Nordin Amrabat stonden bij Marokko drie in Nederland geboren spelers in de basisopstelling.                                      |              | |

FRMF · A-internationals · Bondscoaches · Marokkaans vrouwenelftal · Olympisch elftal · Lokaal · Marokko U23 · Marokko U21 · Marokko U20 · Marokko U19 · Marokko U18 · Marokko U17
1950 – 1959 ·
1960 – 1969 ·
1970 – 1979 ·
1980 – 1989 ·
1990 – 1999 ·
2000 – 2009 ·
2010 – 2019 ·
2020 − 2029
WK 1970 ·
WK 1986 ·
WK 1994 ·
WK 1998 ·
WK 2018 ·
WK 2022
OS 1964 ·
OS 1972 ·
OS 1984 ·
OS 1992 ·
OS 2000 ·
OS 2004 ·
OS 2012
1944 · 
1957 · 
1958 · 
1959 · 
1960 · 
1961 · 
1962 · 
1963 · 
1964 · 
1965 · 
1966 · 
1967 · 
1968 · 
1969 · 
1970 · 
1971 · 
1972 · 
1973 · 
1974 · 
1975 · 
1976 · 
1977 · 
1978 · 
1979 · 
1980 · 
1981 · 
1982 · 
1983 · 
1984 · 
1985 · 
1986 · 
1987 · 
1988 · 
1989 · 
1990 · 
1991 · 
1992 · 
1993 · 
1994 · 
1995 · 
1996 · 
1997 · 
1998 · 
1999 · 
2000 · 
2001 · 
2002 · 
2003 · 
2004 · 
2005 · 
2006 · 
2007 · 
2008 · 
2009 · 
2010 · 
2011 · 
2012 · 
2013 · 
2014 ·
2015 ·
2016 ·
2017 ·
2018 ·
2019 ·
2020 ·
2021 ·
2022 ·
2023 ·
2024
Albanië ·
Algerije ·
Angola ·
Argentinië ·
Armenië ·
Australië ·
Bahrein ·
België ·
Benin ·
Botswana ·
Brazilië ·
Bulgarije ·
Burkina Faso ·
Burundi ·
Canada ·
Centraal-Afrikaanse Republiek ·
Chili ·
China ·
Colombia ·
Comoren ·
Congo-Brazzaville ·
Congo-Kinshasa ·
Costa Rica ·
DDR ·
Denemarken ·
Duitsland ·
Egypte ·
Engeland ·
Equatoriaal-Guinea ·
Estland ·
Ethiopië ·
Finland ·
Frankrijk ·
Gabon ·
Gambia ·
Georgië ·
Ghana ·
Griekenland ·
Guinee ·
Guinee-Bissau ·
Hongkong ·
Ierland ·
India ·
Indonesië ·
Irak ·
Iran ·
Italië ·
Ivoorkust ·
Jamaica ·
Jemen ·
Joegoslavië ·
Jordanië ·
Kaapverdië ·
Kameroen ·
Kenia ·
Koeweit ·
Kroatië ·
Lesotho ·
Libanon ·
Liberia ·
Libië ·
Luxemburg ·
Malawi ·
Maleisië ·
Mali ·
Mauritanië ·
Mexico ·
Mozambique ·
Myanmar ·
Namibië ·
Nederland ·
Nieuw-Zeeland ·
Niger ·
Nigeria ·
Noord-Ierland ·
Noorwegen ·
Oeganda ·
Oekraïne ·
Oezbekistan ·
Oman ·
Palestina ·
Paraguay ·
Peru ·
Polen ·
Portugal ·
Qatar ·
Roemenië ·
Rusland ·
Rwanda ·
Saoedi-Arabië ·
Sao Tomé en Principe ·
Schotland ·
Senegal ·
Servië ·
Sierra Leone ·
Slowakije ·
Soedan ·
Somalië ·
Sovjet-Unie ·
Spanje ·
Syrië ·
Tanzania ·
Thailand ·
Togo ·
Trinidad en Tobago ·
Tsjechië ·
Tunesië ·
Uruguay ·
Verenigde Arabische Emiraten ·
Verenigde Staten ·
Zambia ·
Zimbabwe ·
Zuid-Afrika ·
Zuid-Jemen ·
Zuid-Korea ·
Zwitserland
België (2022) · 
Frankrijk (2022) ·
Iran (2018) · 
Kroatië (2022, 1) ·
Kroatië (2022, 2) ·
Portugal (2018) · 
Portugal (2022) ·
Spanje (2018) ·
Spanje (2022)
KNVB ·
A-internationals ·
Bondscoaches (m) ·
Topscorers ·
Nederlands vrouwenelftal ·
Bondscoaches (v) ·
Nederland B ·
Olympisch elftal ·
Jong Oranje ·
Nederland –20 ·
Nederland –19 ·
Nederland –18 ·
Nederland –17 ·
Nederland –16 ·
Nederland –15 ·
Nederlands amateurelftal ·
Nederlands zaterdagelftal ·
Jong OranjeLeeuwinnen ·
Vrouwen –20 ·
Vrouwen –19 ·
Vrouwen –18 ·
Vrouwen –17 ·
Vrouwen –16 ·
Vrouwen –15 ·
Militair mannenelftal ·
Militair vrouwenelftal ·
Strandteam ·
Vrouwen Strandteam ·
Futsalteam ·
Vrouwen Futsalteam

EK-wedstrijden ·
WK-wedstrijden ·
Resultaten kwalificaties en eindronden ·
Nederland B-wedstrijden ·
Officieuze wedstrijden ·
EK-wedstrijden vrouwen ·
WK-wedstrijden vrouwen ·
Resultaten vrouwen kwalificaties en eindronden
1905 – 1919 ·
1920 – 1929 ·
1930 – 1939 ·
1940 – 1949 ·
1950 – 1959 ·
1960 – 1969 ·
1970 – 1979 ·
1980 – 1989 ·
1990 – 1999 ·
2000 – 2009 ·
2010 – 2019 ·
2020 – 2029
2015 ·
2016 ·
2017 ·
2018 ·
2019 ·
2020 ·
2021 · 
2022
EK's: 1976 · 
1980 · 
1988 · 
1992 · 
1996 · 
2000 · 
2004 · 
2008 · 
2012 · 
2020 · 
2024
WK's: 1934 · 
1938 · 
1974 · 
1978 · 
1990 · 
1994 · 
1998 · 
2006 · 
2010 · 
2014 · 
2022
OS: 1908 ·
1912 ·
1920 ·
1924 ·
1928 ·
1948 ·
1952 ·
2008
Albanië ·
Andorra ·
Argentinië ·
Armenië ·
Australië ·
België ·
Bosnië en Herzegovina ·
Brazilië ·
Bulgarije ·
Canada ·
Chili ·
China ·
Colombia ·
Costa Rica ·
Curaçao ·
Cyprus ·
DDR ·
Denemarken ·
Duitsland ·
Ecuador ·
Egypte ·
Engeland ·
Estland ·
Faeröer ·
Finland ·
Frankrijk ·
GOS · 
Georgië ·
Ghana ·
Gibraltar ·
Griekenland ·
Hongarije ·
Ierland ·
IJsland ·
Indonesië ·
Iran ·
Israël ·
Italië ·
Ivoorkust ·
Japan ·
Joegoslavië ·
Kameroen ·
Kazachstan ·
Kroatië ·
Letland ·
Liechtenstein ·
Luxemburg ·
Malta ·
Marokko ·
Mexico ·
Moldavië ·
Montenegro ·
Nederlandse Antillen ·
Nigeria ·
Noord-Ierland ·
Noord-Macedonië ·
Noorwegen ·
Oekraïne ·
Oostenrijk ·
Paraguay ·
Peru ·
Polen ·
Portugal ·
Qatar ·
Roemenië ·
Rusland ·
Saarland ·
San Marino ·
Saoedi-Arabië ·
Schotland ·
Senegal ·
Servië en Montenegro ·
Slovenië ·
Slowakije ·
Sovjet-Unie ·
Spanje ·
Suriname ·
Thailand ·
Tsjechië ·
Tsjecho-Slowakije ·
Tunesië ·
Turkije ·
Uruguay ·
Verenigd Koninkrijk ·
Verenigde Staten ·
Wales ·
Wit-Rusland ·
Zuid-Afrika ·
Zuid-Korea ·
Zweden ·
Zwitserland
Argentinië (1978) ·
Argentinië (2006) ·
Argentinië (2014) ·
Argentinië (2022) ·
Australië (2014) ·
Brazilië (2014) ·
Chili (2014) · 
Costa Rica (2014) ·
Denemarken (2010) ·
Denemarken (2012) ·
Duitsland (2012) · 
Ecuador (2022) · 
Frankrijk (2008) ·
Italië (2008) ·
Ivoorkust (2006) ·
Japan (2010) ·
Kameroen (2010) ·
Mexico (2014) · 
Noord-Macedonië (2021) · 
Oekraïne (2021) · 
Oostenrijk (2021) · 
Portugal (2006) ·
Portugal (2012) ·
Portugal (2019) ·
Qatar (2022) ·
Roemenië (2008) ·
Rusland (2008) ·
San Marino (2011) ·
Senegal (2022) ·
Servië en Montenegro (2006) ·
Sovjet-Unie (1988) ·
Spanje (2010) ·
Spanje (2014) ·
Tsjechië (2021) · 
Uruguay (2010) ·
Verenigde Staten (2022) · 
West-Duitsland (1974)